# 望月芳郎
望月 芳郎（もちづき よしろう、1925年12月6日 - 2003年4月5日）は、日本のフランス文学者、翻訳家。中央大学名誉教授。

## 略歴
東京府生まれ。松本高等学校文科甲類を経て、1950年9月東京大学仏文科卒。1956年ころから中央大学に勤務し、教授を1996年まで務めた。ル・クレジオの研究・翻訳で知られるが、ジャプリゾなどの推理小説も訳した。

## 翻訳
- 『欲望の泉のほとり』（モンテルラン、ダヴィッド社） 1955
- 『ヴィナスを追うもの』（マルジュリ、新潮社） 1957
- 『熊と鯨』（ビクトル・アレクサンドロフ、東京創元社） 1960
- 『影絵のように』（ジョルジュ・シムノン、創元推理文庫） 1961
- 『不許複製』（ミッシェル・ルブラン、創元推理文庫） 1962
- 『小説はどこへ行くか』（ピエール・ド・ボワデッフル、講談社） 1963
- 『死の匂い』（カトリーヌ・アルレー、創元推理文庫） 1963
- 「けもの」（ジャック・ペレー、集英社、世界文学全集（20世紀の文学）37、『ウッドハウス / マルセル・エイメ / ジャック・ペレー / イリフ・ペトロフ / ケストナー』） 1966
- 『覗くひと』（アラン・ロブグリエ、冬樹社） 1966、のち講談社文芸文庫
- 『夜明け』（コレット、二見書房、コレット著作集5） 1970
- 『パリのクローディーヌ』（コレット、二見書房、コレット著作集2） 1971
- 『贋作 / モンタージュ写真』（ミッシェル・ルブラン、三輪秀彦共訳、創元推理文庫) 1972
- 『ル・クレジオは語る』（ピエル・ロスト、二見書房） 1974

### セバスチアン・ジヤプリゾ
- 『シンデレラの罠』（セバスチアン・ジヤプリゾ、創元推理文庫） 1964
- 『寝台車の殺人者』（ジャブリゾ、創元推理文庫） 1966
- 『新車の中の女』（ジャブリゾ、 創元推理文庫） 1968
- 『殺意の夏』（ジャブリゾ、創元推理文庫） 1980

### ル・クレジオ
- 『大洪水』（J・M・G・ル・クレジオ、河出書房新社） 1969、のち文庫
- 『逃亡の書』（ル・クレジオ、新潮社） 1971
- 『巨人たち』（ル・クレジオ、新潮社） 1976
- 『マヤ神話 チラム・バラムの予言』（ル・クレジオ原訳、新潮社） 1981
- 『砂漠』（ル・クレジオ、河出書房新社） 1983
- 『チチメカ神話 ミチョアカン報告書』（ル・クレジオ原訳、新潮社） 1987
- 『メキシコの夢』（ル・クレジオ、新潮社） 1991
- 『オニチャ』（ル・クレジオ、新潮社） 1993
- 『さまよえる星』（ル・クレジオ、新潮社） 1994
- 『ディエゴとフリーダ』（ル・クレジオ、新潮社） 1997

## 記念論集
- 『限りなき視線 ル・クレジオとの対話 フランス文学論集』（望月芳郎中央大学教授退職記念図書出版委員会 駿河台出版社） 1996